# Référendum sud-ossète de 2017
Un référendum a lieu en Ossétie du Sud le 9 avril 2017 en même temps que l'élection présidentielle.

## Contenu
Le référendum porte sur un changement du nom du pays de « Ossétie du Sud » en « Ossétie du Sud-Alanie ». L'idée est de faire référence aux Alains (d'où Alanie), le peuple à l'origine des Ossètes.

## Contexte

Carte du Caucase. Les osséties sont en vert clair au centre.

L'Ossétie du Sud est un territoire  situé dans le Caucase qui en 1992 a fait unilatéralement sécession de la Géorgie dont elle était un oblast autonome. Son indépendance n'est reconnue ni par la Géorgie ni par l'Organisation des Nations unies. Elle est en revanche reconnue par la Russie depuis 2008, ainsi que par le Nicaragua, le Venezuela et l'île de Nauru des suites de la deuxième guerre d'Ossétie du Sud qui a vu l'Ossétie sortir vainqueur grâce au soutien des forces armées russes.
L'Ossétie du Nord-Alanie voisine est quant à elle une république membre de la fédération de Russie. Le nom proposé via ce référendum se calque ainsi sur celui de l'autre partie de la région d'Ossétie, à cheval sur les frontières russes et géorgiennes. Les autorités sud-ossètes ont par le passé exprimé le désir de rejoindre à terme la fédération de Russie, considérant cette union comme une prochaine étape logique. 
Le président sud-ossète Leonid Tibilov, candidat à sa réélection lors de l'élection présidentielle ayant lieu le même jour, a par le passé soutenu ce projet de réunification pourtant non soutenu par Moscou, mais sans finalement franchir le pas. Son opposant le plus sérieux à la présidentielle, Anatoli Bibilov, est quant à lui partisan d'une réunification au sein de la Russie le plus tôt possible.

## Résultats
| Choix                     | Votes  | %     |
| ------------------------- | ------ | ----- |
| Pour                      | 25 123 | 79,53 |
| Contre                    | 6 466  | 20,47 |
| Votes blancs et invalides | 2 735  | –     |
| Total                     | 33 361 | 100   |
| Inscrits/Participation    | 41 814 | 79,78 |

Note : Les résultats officiels en nombre de voix et en pourcentages par rapport au nombre de votes valides sont en décalage de quelques décimales, soit plusieurs centaines de voix.